# Weinbergbrücke (Rathenow)
Die 348 Meter lange Weinbergbrücke, die eine Verbindung zwischen dem Optikpark Rathenow und dem Weinberg darstellt, ist eine Fußgängerbrücke über die Havel und wurde anlässlich der Bundesgartenschau 2015 in der Havelregion errichtet. Sie schwingt sich in einem Bogen über zwei Havelarme und dem Altarm Hellers Loch und verbindet den Rathenower Weinberg als Naherholungsstätte der Stadt und den Optikpark als Anziehungspunkt für Besucher des Areals der ehemaligen Bundesgartenschau.

## Geschichte
Die beiden Gelände der Bundesgartenschau 2015 sollten miteinander verbunden werden, da sie durch die Havel getrennt sind. Am 17. Dezember 2012 erfolgte der erste Spatenstich. Die Weinbergbrücke wurde in 22 Monaten von Dezember 2012 bis Oktober 2014 gebaut und besteht aus Stahl. Am bedeutendsten BUGA-Bauprojekt in Rathenow wurden am 31. März 2014 die letzten beiden je 35 Meter langen und 60 Tonnen schweren Brückenteile montiert und somit die beiden Havelufer miteinander verbunden und die vier bis fünf Meter hohen und ca. 7,5 Tonnen schweren Stahlpfeiler mit jeweils zwölf Gewindestangen am Betonfundament verschraubt. Am 15. Oktober 2014 wurde die Brücke eingeweiht und offiziell auf den Namen Weinbergbrücke getauft. Den Namen erhielt sie durch ein Abstimmungsverfahren in der Rathenower Bevölkerung. Mehr als 100 Namensvorschläge kamen von den Bürgern. Am 3. September wählte die Stadtverordnetenversammlung den Gewinner aus den letzten drei zur Wahl stehenden Namen aus.
Die Gesamtkosten für die Errichtung beliefen sich auf rund 9,3 Millionen Euro.
Die Brücke wurde nach dem Ende der Bundesgartenschau (Oktober 2015) zu einer öffentlichen Fahrrad- und Fußgängerbrücke.

### Auszeichnungen
Im Jahr 2009 wurde der Entwurf der Brücke beim 154. Schinkelwettbewerb des Architekten- und Ingenieur-Vereins zu Berlin. e. V. ausgezeichnet. Das Ingenieurbüro schlaich bergermann partner erhielt im Jahr 2016 für dieses Projekt den Deutschen Ingenieurbaupreis 2016.